# 李氏民居
35°49′10″N 111°16′20″E / 35.81944°N 111.27222°E
李氏民居，位于中国山西省襄汾县汾城镇的汾城城隍庙东侧，清代建筑风格。正房面阔3间，悬山顶，东西厢房面阔5间，硬山顶。2006年5月25日公布为第六批全国重点文物保护单位。